# ドイツ身体文化大学

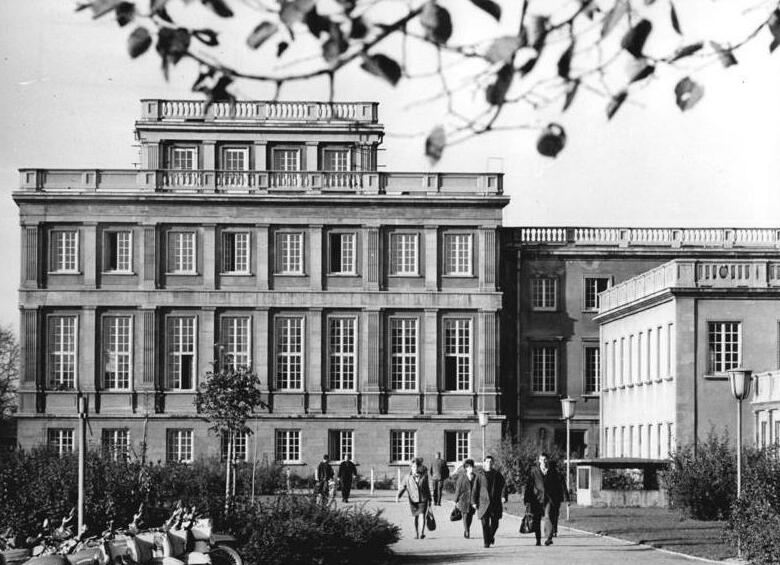
創立15周年のDHfK(1965)

ドイツ身体文化大学（ドイツしんたいぶんかだいがく、DHfK:Deutsche Hochschule für Körperkultur und Sport）とは、1950年に東ドイツに設立されたスポーツ科学の単科大学。東西ドイツ統一後に閉鎖されたが、1993年にライプツィヒ総合大学のスポーツ学部として統合された。